# Gnathophyllum elegans
Il gambero vinaio (Gnathophyllum elegans (Risso, 1816)) è un crostaceo decapode appartenente alla famiglia Gnathophyllidae.

## Habitat e distribuzione
Poco comune nel Mar Mediterraneo e nell'Oceano Atlantico orientale, su fondali rocciosi tra le alghe e le fanerogame da 20 a 40 metri di profondità.

## Descrizione
Chele chiare, biancastre, corpo di colore viola-marrone puntinato in bianco. Lungo sino a 30 millimetri.

## Alimentazione e comportamento
Tipicamente notturno. Detritivoro, si nutre anche di piccoli molluschi ed anellidi.

## Riproduzione
La deposizione delle uova, violacee, avviene tra luglio e novembre.